# Antonino Foti
Antonino 'Nino' Foti (Reggio Calabria, 8 luglio 1958) è un politico italiano, deputato alla Camera per la XVI legislatura della Repubblica Italiana.

## Biografia
Laureato in giurisprudenza, dal 1985 al 2001 è stato consulente di direzione di varie società pubbliche e private, nazionali ed estere.
Dal 2001 al 2005 è stato vice presidente dell'Istituto per la promozione industriale, e dal 2006 al 2010 vice presidente del Gestore dei mercati energetici.
Nel 2004 è stato nominato commissario provinciale di Reggio Calabria di Forza Italia e dal 2007 al 2012 è stato, per lo stesso partito, coordinatore per la Provincia di Reggio Calabria, eletto per acclamazione al termine del congresso provinciale.
Nel gennaio 2005 viene nominato, dalla Repubblica di San Marino, cavaliere per il gran magistero dell'Ordine equestre di sant'Agata, per aver contribuito a consolidare i rapporti fra la Serenissima Repubblica di San Marino e il Governo della Repubblica Italiana, sostenendo la realizzazione di un accordo nel settore del turismo.
Alle elezioni politiche del 2008 viene candidato ed eletto deputato della Repubblica Italiana, per la lista del Popolo della Libertà nella circoscrizione Calabria. Durante la XVI Legislatura è stato membro della 9ª Commissione trasporti e capogruppo del PDL in commissione lavoro ed ha presentato, fra le altre, diverse proposte di legge in materia di agevolazioni per la libera imprenditorialità e per il sostegno del reddito e di interventi per il sostegno dell'imprenditoria e dell'occupazione giovanile e femminile.
Nel corso della stessa legislatura è stato promotore della proposta di legge 4515, recepita nell'ultimo decreto Sviluppo, con la quale viene riformata la legislazione vigente in materia di consorzi per l'internazionalizzazione delle imprese.
In vista delle elezioni politiche del 2018, Foti viene escluso dalle liste elettorali di Forza Italia.
Ad aprile 2021, decide di lasciare Forza Italia ed entrare in Noi con l'Italia di Maurizio Lupi, diventando membro dell’Ufficio di presidenza del partito  e responsabile del Mezzogiorno.
Alle elezioni politiche anticipate del 25 settembre 2022 viene candidato per la Camera dei deputati nel collegio plurinominale della Calabria come capolista di Noi moderati, lista composta da Noi con l’Italia, Italia al Centro, Coraggio Italia e UdC  ma la formazione non supera il 3% e quindi Foti non viene eletto. Successivamente diventa membro dell'ufficio di presidenza di Noi moderati che da lista si è trasformato in partito nel 2023.